# Уткін Володимир Сергійович
Володимир Сергійович Уткін (рос. Владимир Сергеевич Уткин, 13 травня 1937, Ленінград — пом.17 травня 1984, Київ) — український радянський письменник-фантаст, автор історичних повістей та науково-популярних книжок, який писав свої твори як російською, так і українською мовами, та вчений-геолог, співробітник Геологічного відділу Національного науково-природничого музею НАН України.

## Біографія
Володимир Уткін народився в Ленінграді в сім'ї партійного працівника, проте за короткий час сім'я майбутнього письменника переїхала до Києва, де він закінчив школу. Початково, з 1954 до 1956 року, Володимир Уткін навчався в Київському університеті, проте пізніше перевівся до Ленінградського університету на геологічний факультет, який закінчив за кафедрою палеонтології. Після закінчення університету тривалий час працював у геологічних експедиціях у різних куточках колишнього СРСР, отримав звання кандидата геолого-мінералогічних наук. З 1968 року Володимир Уткін працював у Київському музеї природознавства Національної Академії наук України.
З 1972 року Володимир Уткін розпочинає літературну діяльність, опублікувавши в цьому році науково-популярну книгу «Підземна райдуга: Оповідки про самоцвіти» про дорогоцінні камені України. У 1978 році він у співавторстві з Ігорем Борисовичем Люриним видав книгу «Як розвивалося життя на Землі», а в 1983 році книгу «Життя Землі: Нарис про будову Землі та розвиток життя на ній», за яку в цьому ж році отримав диплом I ступеня на ХХ Всесоюзному конкурсі на кращі твори науково-популярної літератури. У 1976 році він також опублікував книжку для школярів «Малюнки на дорогах» про історію виникнення та тогочасні дорожні знаки (із розділом про гіпотетичний розвиток дорожнього руху та дорожніх знаків у далекому майбутньому). У 1986 році письменник також опублікував науково-популярну книжку «Чудеса твого краю». Окрім того, письменник неодноразово публікував у дитячому щорічному календарі «Дванадцять місяців» короткі розповіді про незвичайні явища в навколишньому світі.
Паралельно Володимир Уткін створював і художні твори. У 1975 році він опублікував українською мовою науково-фантастичне оповідання «Людина без минулого», яке увійшло до збірки фантастичних творів «Зорепади». У 1978 році письменник опублікував російською мовою повість «Уздовж Великої річки» про життя первісних людей на території України. У 1981 році Володимир Уткін українською мовою опублікував два науково-фантастичні оповідання «Геосинкліналь» і «Дитя космосу», які увійшли до збірки фантастичних творів «Атланти з планети Земля». У 1983 році російською мовою письменник опублікував історичну повість «Гримлячий міст» про перехід предків нинішніх індіанців через Берингію до Північної Америки. Володимир Уткін розпочав роботу над великою історичною повістю з описом життя населення України часу неоліту, проте встиг завершити лише першу частину твору, яка вийшла друком у 1988 році російською мовою під назвою «Обрії без кінця» вже після смерті автора.
Помер Володимир Уткін 17 травня 1984 року в Києві від раку (за іншими джерелами — від інсульту).

### Фантастика
- Людина без минулого:// Зорепади. — К.: Веселка, 1975 — с.181-207
- Геосинкліналь: // Атланти з планети Земля. — К.: Веселка, 1981 — с.126-150
- Дитя космосу:// Атланти з планети Земля. — К.: Веселка, 1981 — с.169-178

### Історичні повісті
- Вдоль Большой реки: Повесть. — К.: Веселка, 1978.
- Гремящий мост: Повесть. — К.: Веселка, 1983.
- Горизонты без конца: Познавательная повесть о жизни людей каменного и бронзового века, о приручении первых животных, о заселении новых земель. — К.: Веселка, 1988

### Науково-популярні твори
- Підземна райдуга: Оповідки про самоцвіти / Пер. з рос. В. Богаєвського; Мал. Ю. Криги. — К.: Веселка, 1972.
- Малюнки на дорогах / Мал. Геннадія Ясинського. — К.: Веселка, 1976.
- Як розвивалося життя на Землі / У співавт. з Ігорем Борисовичем Люриним. — К.: Радянська школа, 1978.
- Життя Землі: Нарис про будову Землі та розвиток життя на ній / Худ. Геннадій Кузнєцов. — К.: Веселка, 1983.
- Як розвивалося життя на Землі / У співавт. з Ігорем Борисовичем Люриним. — Видання друге. — К.: Радянська школа, 1983.
- Малюнки на дорогах: Розповідь про дороги і правила руху / Мал. Геннадія Івановича Ясинського. — Видання друге, перероблене і доповнене. — К.: Веселка, 1976.
- Чудеса твого краю: Нарис / Мал. Ірини Олександрівні Комяхової. — К.: Веселка, 1986